# Saison 3 de Scrubs
Chronologie
Saison 2 Saison 4
Cet article présente le guide des épisodes de la troisième saison de la série télévisée Scrubs.

## Distribution

### Acteurs principaux
- Zach Braff (VF : Alexis Tomassian) : Dr John Michael « JD » Dorian
- Sarah Chalke (VF : Véronique Desmadryl) : Dr Elliot Reid
- Donald Faison (VF : Lucien Jean-Baptiste) : Dr Christopher « Turk » Duncan Turk
- John C. McGinley (VF : Hervé Jolly) : Dr Perceval « Perry » Ulysse Cox
- Ken Jenkins (VF : Richard Leblond) : Dr Robert « Bob » Kelso
- Judy Reyes (VF : Julie Turin) : Infirmière Carla Espinosa
- Neil Flynn (VF : Pascal Massix) : L'homme de ménage ou le Concierge (The Janitor en VO)

### Acteurs secondaires
- Aloma Wright (VF : Catherine Artigala) : Infirmière Laverne Roberts
- Robert Maschio (VF : Pascal Germain) : Dr Todd Quinlan
- Sam Lloyd (VF : Denis Boileau) : Ted Buckland
- Christa Miller-Lawrence (VF : Brigitte Aubry) : Jordan Sullivan
- Johnny Kastl (VF : Emmanuel Beckermann) : Dr Doug Murphy
- Robert Clendenin (en) (VF : Éric Marchal) : Dr Bob Zeltzer
- Philip McNiven (VF : Yves-Henry Salerne) : Roy
- Randall Winston (en) : Leonard
- Martin Klebba : Randall Winston
- Bellamy Young (VF : Claire Guyot) : Dr Grace Miller (5 épisodes)
- Tara Reid (VF : Charlotte Marin) : Danni Sullivan, sœur de Jordan (10 épisodes)
- Scott Foley (VF : Constantin Pappas) : Sean Kelly, ex-petit ami d'Eliott (9 épisodes)
- Marley Henry : Titulaire Ronald, dit Snoop Dogg
- Bob Bencomo : Coleman Slawski, dit Docteur Colonel
- Frank Cameron (VF : Matthieu Albertini) : Dr Walter Mickhead
- Geoff Stevenson : Dr Beardface (nom original, traduit par Dr Barbeblanche, Barberousse, Barbepoilue selon les épisodes
- Cody Estes (en) : J.D. jeune
- Andrew Miller : Jack Cox
- Phill Lewis (VF : Thierry Desroses) : Hooch

### Invités
- Tom Cavanagh (VF : Lionel Tua) : Daniel « Dan » Dorian, grand frère de JD (épisode 5)
- Freddy Rodríguez (VF : Thierry Wermuth) : Mark (ou Marco), le frère de Carla (épisodes 6, 21 et 22)
- Nicole Sullivan (VF : Barbara Delsol) : Jill Tracy (épisode 7)
- Bernie Kopell : M. Morgan, un patient (épisode 8)
- Barry Bostwick (VF : Bernard Tiphaine) : M. Randolf, un patient (épisode 9)
- Michael J. Fox (VF : Luc Hamet) : Dr Kevin Casey, célébrité médicale et ami d'étude de Perry Cox (épisodes 12 et 13)
- Brendan Fraser (VF : Guillaume Orsat) : Ben Sullivan, frère de Jordan et ami de Cox (épisode 14)
- Michael Hobert (en) : Lonnie (épisode 18)
- Richard Kind (VF : Gérard Surugue) : Harvey Corman, patient hypocondriaque (épisode 20)

#### Caméos
Maureen McCormick, Erik Estrada, Polyphonic Spree, Larry Thomas, George Takei.

## Résumé de la saison
JD est toujours amoureux d'Elliot. Malheureusement pour lui, elle se remet avec Sean (épisode 2). Il tente alors de l'oublier dans les bras de Danny, la sœur de Jordan (épisodes 7-11). JD et Elliot finissent par coucher à nouveau ensemble (épisode 18). Il la convainc alors de quitter Sean et de vivre avec lui (épisode 20). Il se rend alors compte qu'il ne l'aime pas réellement et la quitte (épisode 21).
Le personnel de l'hôpital fait également connaissance avec le Docteur Kevin Casey, médecin et chirurgien (épisode 12-13). Cox connait ensuite une période difficile après la mort de son meilleur ami Ben, le frère de Jordan (épisodes 14-15).
Dans le dernier épisode, Turk et Carla se marient mais la fête tourne rapidement au désastre.

## Épisodes

### Épisode 1:Ma troisième année
- États-Unis : 2 octobre 2003 sur NBC[1]
- France : 19 juin 2004 sur TPS Star

- Scott Foley (Sean Kelly)
- Aloma Wright (Infirmière Laverne Roberts)
- Christa Miller Lawrence (Jordan Sullivan)
- Sam Lloyd (Ted)
- Lee Arenberg (Dr Moyer)
- Brad Koepenick (Mitchell)
- Bonnie Perlman (Mme Farr)
- Mark Meismer (Stephen)
- Sean Whalen (Laddy)
- Jennifer Lothrop (Fille)
- Nicholas Di Nardo (Enfant livreur)
- Umoja Butler (Grand homme)
- Jerry Farmer

### Épisode 2:Mes fidèles amis
- États-Unis : 9 octobre 2003 sur NBC
- France : 19 juin 2004 sur TPS Star

- Scott Foley (Sean Kelly)
- Aloma Wright (infirmière Laverne Roberts)
- Robert Maschio (Todd)
- Maureen McCormick (elle-même)
- Vaughn Lowery (Tracy)
- Michael Hagerty II (Will)
- Vince Brocato (patient)
- John Hemphill (2e patient)
- David Doty (prêtre)
- Melody Butiu (caissière)
- Shelley Malil (barman)

### Épisode 3:Ma baleine blanche
- États-Unis : 23 octobre 2003 sur NBC
- France : 26 juin 2004 sur TPS Star

- Scott Foley (Sean Kelly)
- Christa Miller Lawrence (Jordan Sullivan)
- Christopher Meloni (Dr Dave Norris)
- Johnny Kastl (Doug)
- Torrey Devitto (Fille magnifique)
- Frank Encarnacao (Dr Mickhead)
- Luke Gregory Wilson (Seth)
- John E. Cheffy (Benjamin)
- Patrick Macmanus (Frat Boy)
- Kiran Rao (Brian)
- Robbie Swift (Bruce)
- Jace Milstead (Jimmy)
- Markie Post (Mme Reid (Scène flashback))
- Catherine Langlas (Interne)

### Épisode 4:Ma nuit de chance
- États-Unis : 30 octobre 2003 sur NBC
- France : 26 juin 2004 sur TPS Star

- Scott Foley (Sean Kelly)
- Aloma Wright (Infirmière Laverne Roberts)
- Christa Miller Lawrence (Jordan Sullivan)
- Robert Maschio (Todd)
- Matt Winston (Dr Jeffrey Steadman)
- Joe Rose (Troy)
- Charles Chun (Dr Wen)
- Arthur Roberts (Membre du Conseil d'administration)
- Ian Kerr (Président du Conseil d'administration)
- Jeff Lapensee (Homme)
- Jan Devereaux (Résidente)
- Jennifer O'Dell (Femme)
- Fred Ornstein (Chauffeur de Bus)
- Christopher Meloni (Pédiatre David Norris)

### Épisode 5:Mon frère, où es-tu?
- États-Unis : 6 novembre 2003 sur NBC
- France : 3 juillet 2004 sur TPS Star

- Thomas Cavanagh (Daniel « Dan » Dorian)
- Sam Lloyd (Ted)
- Don Perry (M. Bober)
- Scott Rabideau (Résident)
- Kattia Ortiz (Residente)
- Barbara Ann Crumm (Femme)

### Épisode 6:Mes bons conseils
- États-Unis : 13 novembre 2003 sur NBC
- France : 3 juillet 2004 sur TPS Star

- Freddy Rodríguez (Mark)
- Tara Reid (Danni Sullivan)
- Christa Miller Lawrence (Jordan Sullivan)
- Johnny Kastl (Doug)
- Robert Maschio (Todd)
- Christopher R.C. Bosen (Danny)

### Épisode 7:Mes quinze secondes
- États-Unis : 20 novembre 2003 sur NBC
- France : 10 juillet 2004 sur TPS Star

- Tara Reid (Danni Sullivan)
- Erik Estrada (Lui-même)
- Nicole Sullivan (Jill Tracy)
- Christa Miller Lawrence (Jordan Sullivan)
- Robert Maschio (Todd)
- Patricia Gebhard (Mme Koenings)
- Kaidy Kuna (Père)

### Épisode 8:Mon ami médecin
- États-Unis : 4 décembre 2003 sur NBC
- France : 10 juillet 2004 sur TPS Star

- Tara Reid (Danni Sullivan)
- Bernie Kopell (M. Moran)
- Charles Chun (Dr Wen)

### Épisode 9:Mon vilain secret
- États-Unis : 11 décembre 2003 sur NBC
- France : 17 juillet 2004 sur TPS Star

- Aloma Wright (Infirmière Laverne Roberts)
- Scott Foley (Sean Kelly)
- Christa Miller Lawrence (Jordan Sullivan)
- Johnny Kastl (Doug)
- Barry Bostwick (M. Randolph)
- Carrie Stroup (Mme Cantwell)
- Julie Sanford (Catherine)
- Mike Schwartz (Lloyd le Livreur)
- David Platt (Guy)

### Épisode 10:Mes règles à respecter
- États-Unis : 22 janvier 2004 sur NBC
- France : 17 juillet 2004 sur TPS Star

- Tara Reid (Danni Sullivan)
- Mike Starr (Kyle Iverson)
- Martin Klebba (Randall Winston)
- Joe Sabatino (Flic)
- Cheryl White (Maggie Himsel)
- Nickolaus Brown (Larry)

### Épisode 11:Ma rupture
- États-Unis : 3 février 2004 sur NBC
- France : 24 juillet 2004 sur TPS Star

Tara Reid (Danni Sullivan)

### Épisode 12:Mon catalyseur
- États-Unis : 10 février 2004 sur NBC
- France : 24 juillet 2004 sur TPS Star

- Michael J. Fox (Dr Kevin Casey)
- Charles Chun (Dr Wen)

Le Sacré-Cœur est bouleversé par l'arrivée d'un médecin pas comme les autres : le Dr Kevin Casey, double spécialisation médecine générale et chirurgie. Mais Casey est également un ancien collègue du Docteur Cox qui en fait un concurrent idéal.

### Épisode 13:Mon dieu de porcelaine
- États-Unis : 17 février 2004 sur NBC
- France : 31 juillet 2004 sur TPS Star

Michael J. Fox (Dr Kevin Casey)

### Épisode 14:Ma faute à moi
- États-Unis : 24 février 2004 sur NBC
- France : 31 juillet 2004 sur TPS Star

- Brendan Fraser (Ben Sullivan)
- Tara Reid (Danni Sullivan)
- Richard Clarke Larson (Homme Sans Foyer)
- Frank Encarnacao (Dr Mickhead)
- Warren Munson (M. Taylor)
- Randall Winston (Léonard)

- Dans les bonus du DVD de la troisième saison, Bill Lawrence déclare que cet épisode est un hommage au Sixième Sens. Ce film est connu pour sa chute inattendue dans laquelle le héros, incarné par Bruce Willis, comprend qu'il est mort et qu'il n'a pas communiqué directement avec son entourage sauf avec un enfant qui voit les morts. De même, cet épisode donne à penser que Ben est en vie jusqu'à la fin, alors que sa présence n'est reconnue que par le Dr Cox.
- Cet épisode a été nommé aux Emmy Awards dans la catégorie Outstanding Writing For A Comedy Series[réf. nécessaire].
- En 2008, Empire a placé la série à la 19e place de sa liste des 50 meilleurs shows de tous les temps et indiqué cet épisode comme le meilleur de la série[2].

### Épisode 15:Mon mentor torturé
- États-Unis : 2 mars 2004 sur NBC
- France : 7 août 2004 sur TPS Star

- Aloma Wright (Infirmière Laverne Roberts)
- Sam Lloyd (Ted)
- Christa Miller Lawrence (Jordan Sullivan)
- Embeth Davidtz (Maddie)
- Bellamy Young (Dr Grace Miller)
- Julie Warner (Allison)
- Robert Maschio (Todd)
- Carter Jenkins (Jeune Todd)
- Lawrence H. Toffler (Père de Todd)

Jordan et Cox sont toujours très peinés de la mort de Ben, le frère de Jordan et meilleur ami du docteur. Maddie et Allison, deux amies de Jordan s'installent chez eux quelque temps afin de la soutenir.

### Épisode 16:Mon papillon
- États-Unis : 16 mars 2004 sur NBC
- France : 7 août 2004 sur TPS Star

- Frank Encarnacao (Dr Mickhead)
- Lily Goff (Gaby)

### Épisode 17:Mon heure de non-vérité
- États-Unis : 30 mars 2004 sur NBC
- France : 14 août 2004 sur TPS Star

- Nestor Carbonell (Dr Ronald Ramirez)
- Alexander Chaplin (Sam Thompson)

### Épisode 18:Ma pré-histoire
- États-Unis : 6 avril 2004 sur NBC
- France : 14 août 2004 sur TPS Star

- Scott Foley (Sean Kelly)
- Kyle Sullivan (Brian)
- Bellamy Young (Dr Grace Miller)
- Frank Encarnacao (Dr Mickhead)
- Michael Hobert (Lonnie)

L'épisode est raconté du point de vue de Turk. Turk réalise qu'il atteint le point de non-retour en postant les invitations à son mariage. Il commet une erreur en opérant un pianiste de concert, ce qui cause des dégâts nerveux irréparables qu'il a du mal à lui avouer ensuite.

### Épisode 19:Monchoix cornélien
- États-Unis : 20 avril 2004 sur NBC
- France : 21 août 2004 sur TPS Star

- Tara Reid (Danni Sullivan)
- Scott Foley (Sean Kelly)
- Bellamy Young (Dr Grace Miller)
- Jennifer Anderson (Nounou)
- The Polyphonic Spree : eux-mêmes

### Épisode 20:Ma faute
- États-Unis : 22 avril 2004 sur NBC
- France : 21 août 2004 sur TPS Star

- Richard Kind (Harvey Corman)
- Scott Foley (Sean Kelly)
- Bellamy Young (Dr Grace Miller)
- Frank Encarnacao (Dr Mickhead)
- Sybil Azur (Mère)
- Austin Kelly (Baker)

### Épisode 21:Mon examen de conscience
- États-Unis : 27 avril 2004 sur NBC
- France : 28 août 2004 sur TPS Star

- Tara Reid (Danni Sullivan)
- Freddy Rodríguez (Mark)
- Larry Thomas (Lui-même)
- Jennifer Anderson (Nounou)
- Margaret Easley (Mère de J.D.)
- Cody Estes (J.D. âgé de 11 ans)

### Épisode 22:Le Mariage de mon meilleur ami
- États-Unis : 4 mai 2004 sur NBC
- France : 28 août 2004 sur TPS Star

- Tara Reid (Danni Sullivan)
- Scott Foley (Sean Kelly)
- Freddy Rodríguez (Mark)
- George Takei (Prêtre)
- Hattie Winston (Margaret Turk)
- Bellamy Young (Dr Grace Miller)
- Christa Miller Lawrence (Jordan Sullivan)